# Czas zapłaty
Czas zapłaty (ang. Welcome to the Punch) – brytyjsko-amerykański film sensacyjny z 2013 roku oparty na scenariuszu i reżyserii Erana Creevy'ego. Wyprodukowany przez Momentum Pictures.
Premiera filmu miała miejsce 24 lutego 2013 roku podczas Festiwalu Filmowego w Glasgow.

## Opis fabuły
Ukrywający się bandyta Jacob Sternwood (Mark Strong) wraca do Londynu, by pomóc nastoletniemu synowi. Policjant Max Lewinsky (James McAvoy) wykorzystuje okazję, aby go schwytać i wyrównać rachunki z przeszłości. Okazuje się jednak, że obaj mają wspólnego wroga.

## Obsada
Źródło: Filmweb
- James McAvoy jako Max Lewinsky
- Mark Strong jako Jacob Sternwood
- Andrea Riseborough jako Sarah Hawks
- Johnny Harris jako Dean Warns
- Daniel Mays jako Nathan Bartnick
- David Morrissey jako Thomas Geiger
- Peter Mullan jako Roy Edwards
- Natasha Little jako Jane Badham
- Daniel Kaluuya jako Juka
- Ruth Sheen jako Iris Warns
- Jason Maza jako Luke

i inni